# Rancho Hormiga
Rancho Hormiga är en ort i Mexiko.   Den ligger i kommunen Tamazulápam del Espíritu Santo och delstaten Oaxaca, i den sydöstra delen av landet, 400 km sydost om huvudstaden Mexico City. Rancho Hormiga ligger 1 964 meter över havet och antalet invånare är 103.
Terrängen runt Rancho Hormiga är kuperad söderut, men norrut är den bergig. Runt Rancho Hormiga är det glesbefolkat, med 10 invånare per kvadratkilometer. Närmaste större samhälle är San Juan Juquila, 11,9 km öster om Rancho Hormiga. I omgivningarna runt Rancho Hormiga växer i huvudsak städsegrön lövskog.